# Tenguli
Tenguli (en rus: Тенгулы) és un poble de l'óblast de Kémerovo, a Rússia, que en el cens del 2010 tenia 309 habitants, pertany al districte de Mariïnsk.